# Milán
Milán (italsky Milano, v milánském dialektu Milane, česky též Miláno[zdroj?]) je druhé největší italské město, hlavní město oblasti Lombardie a provincie Milán (Metropolitní město Milán). Je slavné jako město obchodu a módy, jako sídlo opery La Scala (Teatro alla Scala) a fotbalových klubů AC Milán a Inter Milán. Je zde také velká gotická katedrála a řada dalších památek. Město se nachází v nížině v západní části Lombardie a protékají jím jenom malé řeky (Lambro, Olona, Seveso), většinou pod zemí. Samo město má 1,3 milionu obyvatel, s rozsáhlou a souvislou okolní aglomerací až 4 miliony obyvatel.
V Miláně je řada velkých bank, jsou zde sídla velkých firem (Pirelli, Alfa Romeo aj.), konají se zde pravidelné veletrhy, např. FieraMilano. Milán je významný železniční a dálniční uzel, má dvě mezinárodní letiště a blízko města je závodní okruh Monza. Ve městě sídlí 12 vysokých škol, slavné jsou zejména umělecké školy. Nachází se zde také ekonomická tepna Itálie – burza Mibtel. Milán patří mezi nejbohatší a nejrozvinutější města Evropy. Po Londýně a Paříži má Milán třetí nejvyšší HDP na obyvatele v Evropě.

## Historie

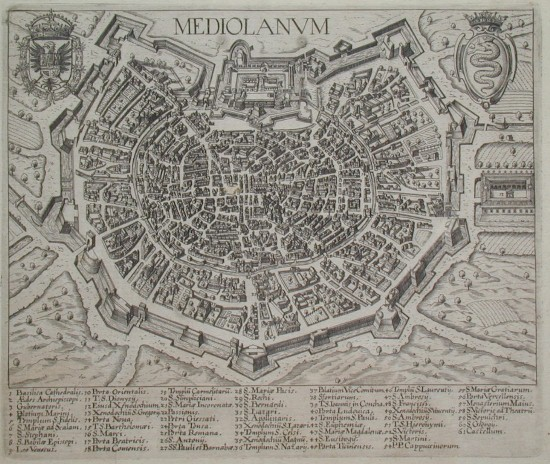
Milán v roce 1621

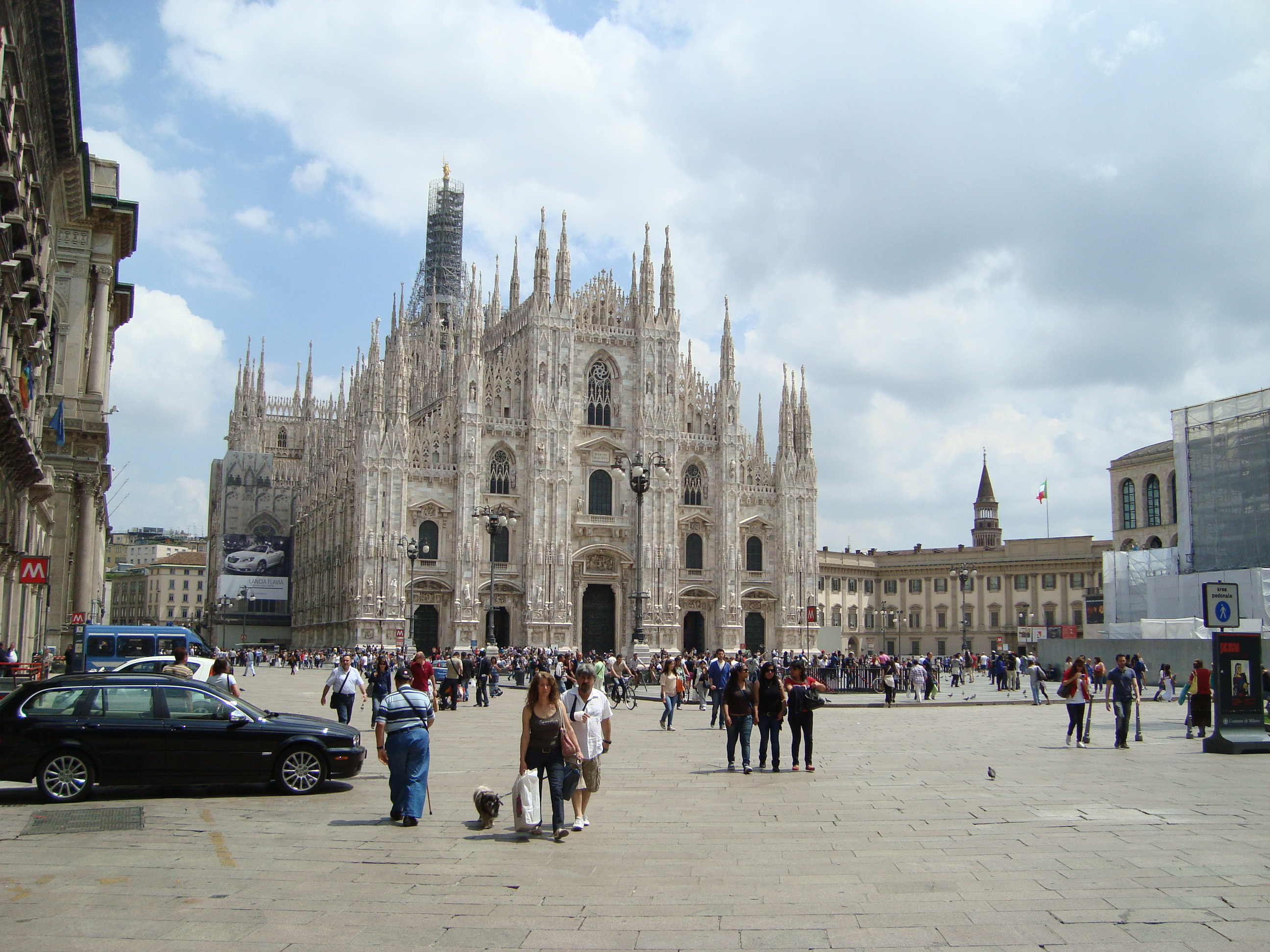
Piazza del Duomo

Latinský název města Mediolanum, z něhož se odvozuje název Milano, je patrně keltského původu a znamenal „město uprostřed roviny“. V 5. století př. n. l. zde bylo sídliště keltských Insubrů, které roku 222 př. n. l. dobyli Římané. Roku 293 za císaře Diokleciána se stalo hlavním městem západní Římské říše a roku 313 zde císař Konstantin I. Ediktem milánským povolil v celé říši křesťanství. V letech 374–397 byl milánským biskupem jeden z církevních otců a první učitel církve sv. Ambrož Milánský. Roku 402 město obléhali Vizigóti a císařská residence se přestěhovala do Ravenny. Pak bylo město několikrát dobyto a poničeno, roku 539 Langobardy (odtud název provincie Lombardsko) a roku 774 je dobyl Karel Veliký a přičlenil ke své říši.
Roku 1158 je dobyl a vyplenil císař Fridrich I. Barbarossa za účasti českého vojska knížete Vladislava II., který za to dostal královský titul. Dobývání Milána, při němž se čeští válečníci vyznamenali odvahou, ale také krutostí, líčí Dalimilova kronika. Brzy obnovené město stálo v čele Lombardské ligy měst (1167) a od roku 1184 se stalo vévodstvím, jemuž vládly rody Visconti a později Sforza. Za nich se Milán stal jedním ze středisek italské renesance, ale také signorií a nejmocnějším a nejucelenějším státem na poloostrově.
Roku 1515 dobyl město francouzský král František I., už roku 1525 je ale dobyl císař Karel V. a město přešlo do držení španělských Habsburků. Od 18. století se Milán stal střediskem nové opery: tři opery zde napsal Mozart a divadlo La Scala později proslavily premiéry děl Vincenza Belliniho, Gaetana Donizettiho a Giuseppe Verdiho. Roku 1796 dobyl město Napoleon I., který Milán prohlásil za hlavní město Italského království a dal se ve zdejším dómu korunovat italským králem. Po Napoleonově pádu vrátil Vídeňský kongres roku 1815 Lombardii Rakousku.
Protirakouské povstání v Miláně roku 1848 sice maršál Radecký po čase potlačil, nicméně po porážce u Solferina v roce 1859 se Rakousko muselo Lombardie vzdát ve prospěch sjednocující se Itálie. V tomto sjednocování hrál Milán vedoucí úlohu a stal se střediskem italského průmyslu, železnic i financí. Roku 1919 zde Benito Mussolini založil své fašistické hnutí a odtud v roce 1922 zahájil svůj pochod na Řím. V okolí Milána byl také roku 1945 zajat a popraven.
V poválečných letech se do Milána stěhovaly tisíce lidí z jižní Itálie a počet obyvatel vyvrcholil roku 1971. Potom sice poklesl, jak se lidé stěhovali do okolí, v posledních letech ale opět stoupá.

## Město a památky

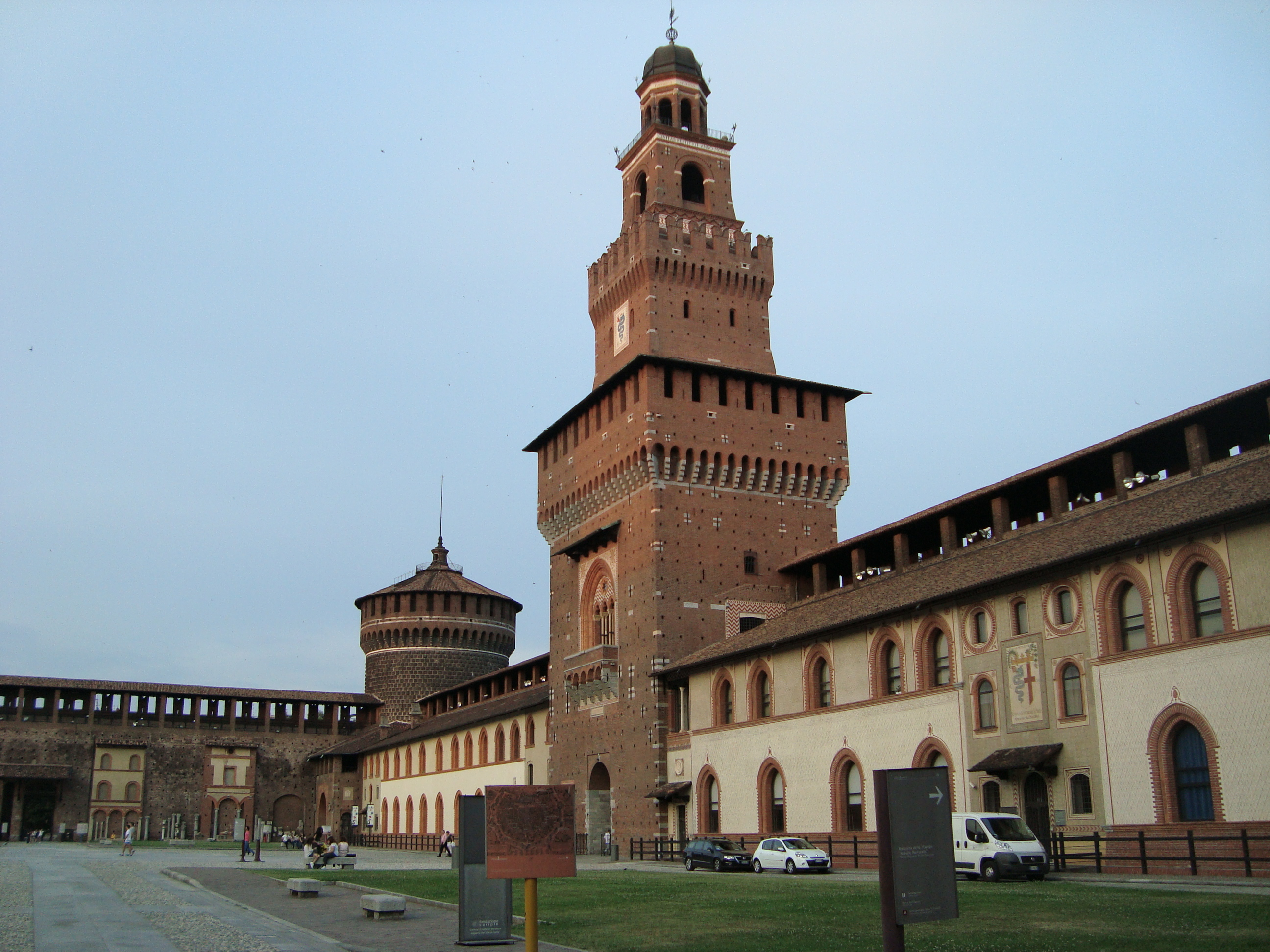
Hrad Sforzesco

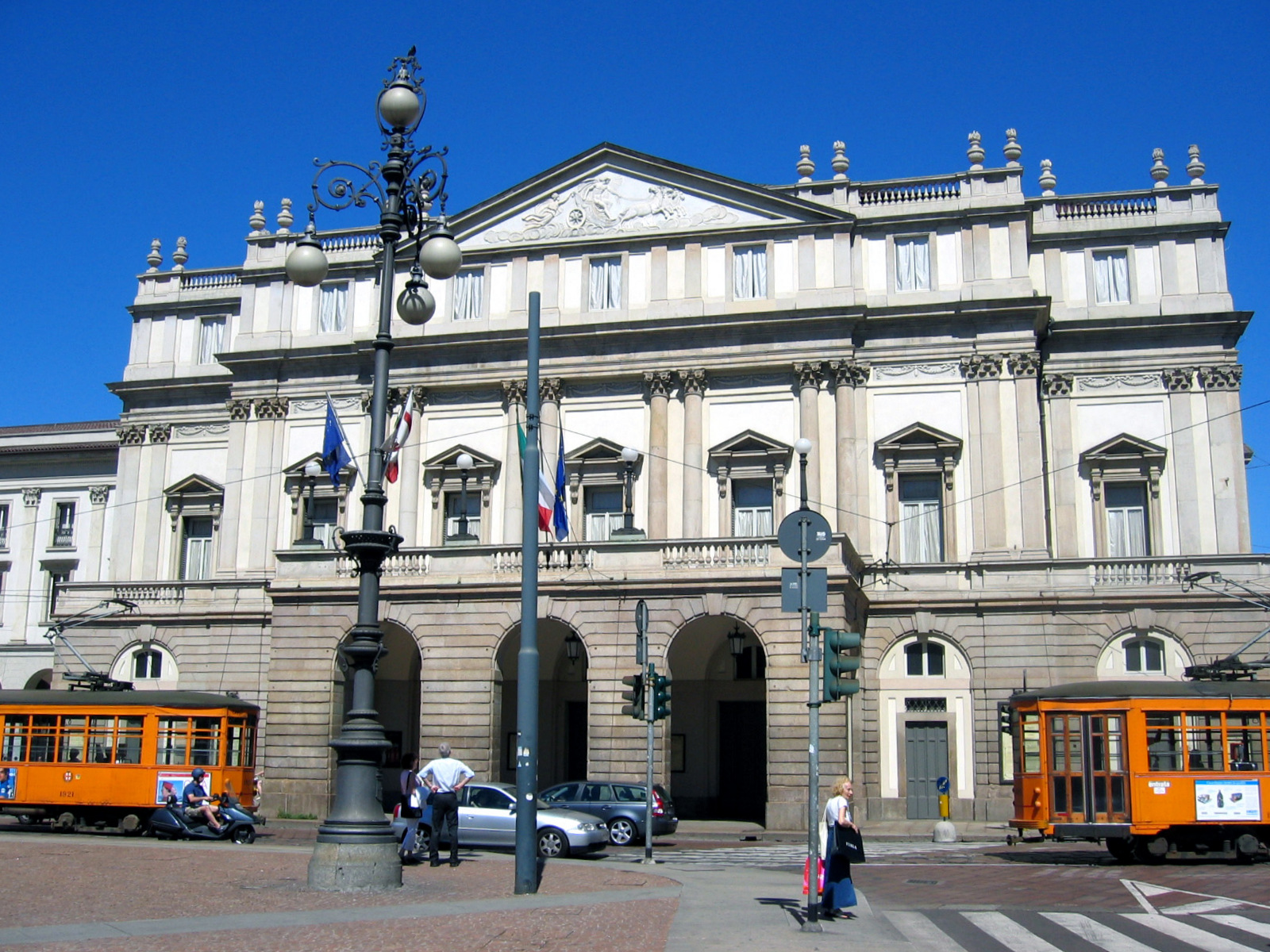
Divadlo La Scala

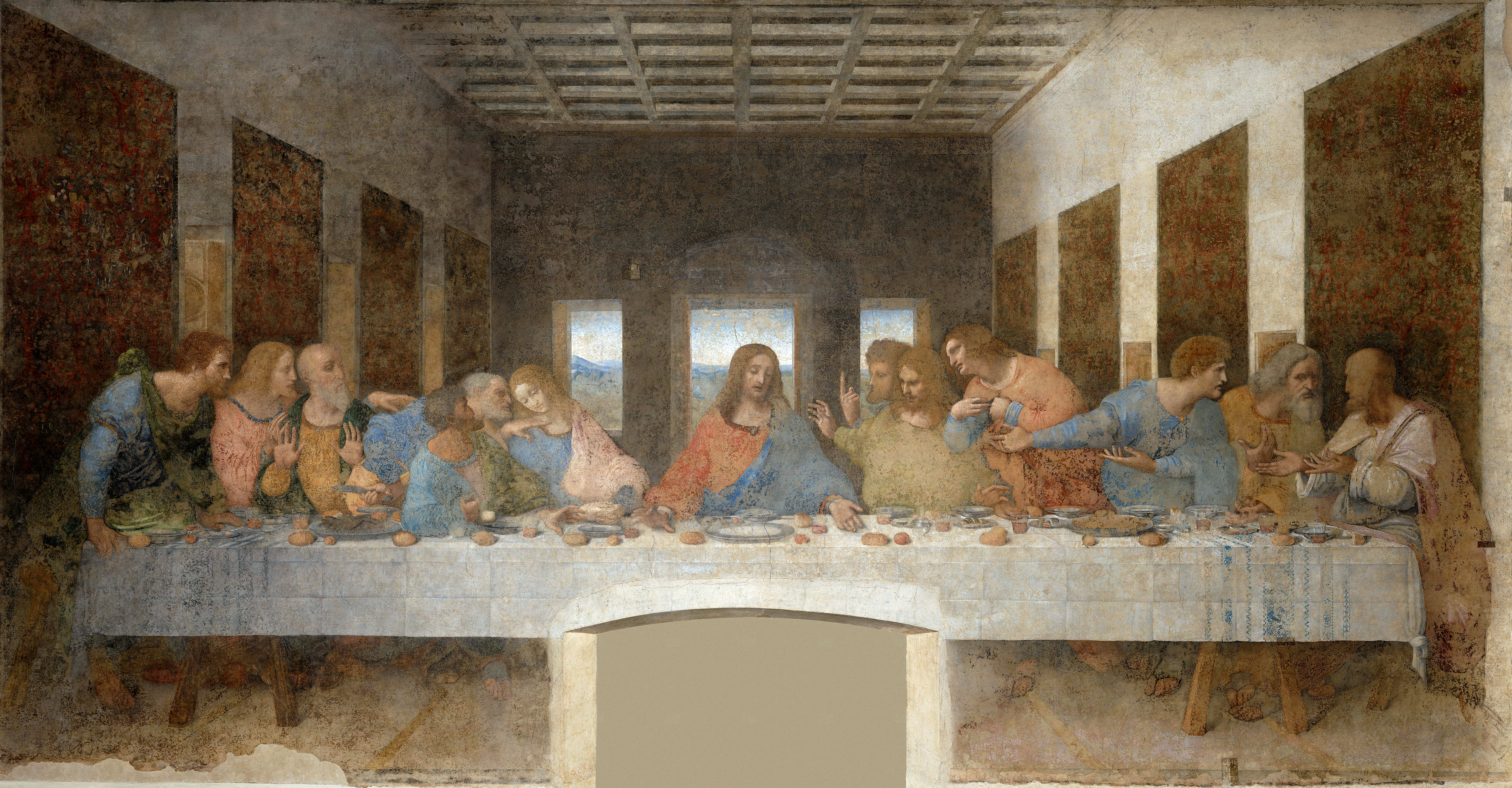
Leonardo da Vinci: Poslední večeře v Santa Maria delle Grazie

### Kostely a chrámy
- Dóm (Katedrála Narození Panny Marie; Duomo di Milano) postavený v letech 1386–1510, s průčelím přestavěným za Napoleona roku 1805, je svými rozměry (délka 157 m, šířka 92 m, výška klenby 45 m a výška centrální věže s pozlacenou sochou Madony 106 m) třetí největší na světě a může pojmout až 40 tisíc lidí. Uvnitř je bohatá výzdoba, zejména renesanční a barokní.
- Kostel Santa Maria delle Grazie s Leonardovou freskou Poslední večeře (1405–1498).
- Románská bazilika sv. Ambrože (Sant'Ambroggio), kolem roku 1100.
- Bazilika sv. Vavřince (San Lorenzo), kolem roku 500, přestavěná v 16. století).
- Bazilika San Simpliciano je jeden z nejstarších chrámů v Miláně, byl vystavěn po roce 1140. V chóru jsou fresky ze 16. století.
- Kostel Sant'Alessandro in Zebedia, katolický kostel, stojící na stejnojmenném náměstí.
- Kostel San Pietro in Gessate, gotický kostel z 15. století.

### Stavby
- Renesanční hrad rodiny Sforzů (Castello Sforzesco) ze 14. a 15. století sloužil jako rezidence Viscontiů a Sforzů a jako pevnost. Dnes zde najdeme sochařské muzeum, obrazárnu a archeologickou sbírku.
- Divadlo La Scala, vystavěné po požáru v letech 1776–1778 za císařovny Marie Terezie, má dnes přes 2800 míst a je jednou z nejslavnějších operních scén.
- Galerie Viktora Emanuela II. (Galleria Vittorio Emanuele II) je zastřešená pasáž složená ze dvou na sebe kolmých arkád se skleněnými stopy, které v místě svého křížení vytvářejí oktagonální prostranství se skleněnou kupolí. Hlavním vstupem je monumentální oblouk z Piazza del Duomo (náměstí Dómu). Stavba byla navržena italským architektem Giuseppem Mengonim v roce 1861 a postavena během let 1865 až 1877, a to primárně jako luxusní nákupní centrum, kterým zůstává i v současné době.
- Královský palác (Palazzo Reale), stojí napravo od dómu, stavba z roku 1772, sídlí zde muzeum katedrály a Muzeum současného umění
- Palazzo della Ragione na náměstí Piazza Mercanti byl vystavěný v letech 1228–1233 a ve středověku sloužil jako radnice. Za palácem pak stojí palác Loggia degli Osii z roku 1316.[3]
- Palazzo Marino, z roku 1558, současná budova radnice
- V Miláně je několik mrakodrapů, nejstarší Pirellone z roku 1958 měří skoro 130 m a do roku 1966 to byla první a nejvyšší budova v Evropské unii, dalším mrakodrapem je např. Palazzo Lombardia. Nejvyšší budovou je v současnosti Torre Unicredit, s 231 m je nejvyšší budovou v Itálii a současně jednou z nejvyšších v Evropě.

### Galerie a knihovny
- Pinacoteca di Brera, nachází se v bývalém jezuitském paláci ze 17. století Palazzo di Brera. Jedná se, po florentské galerii Uffizi, o druhou nejvýznamnější sbírku obrazů v Itálii. Jsou zde díla Tintoretta, Raffaela, Bramantova, Caravaggia.
- Pinacoteca Ambrosiana, je na Piazza Pio XI., v Palazzo dell'Ambrosiana. Ve sbírce jsou obrazy od Botticelliho, Tiziana, Caravagia, Raffaela a dalších autorů.
- Biblioteca Ambrosiana, založená milánským arcibiskupem Fredericem Borromeo (1564–1631) jako první veřejná knihovna na evropské pevnině, s velkými sbírkami rukopisů a kreseb, zejména jedinečnou sbírkou kreseb Leonarda da Vinciho a jeho deníků. Je zde umístěn i jeho obraz Portrét hudebníka, který vznikl kolem roku 1485.Moderní část města

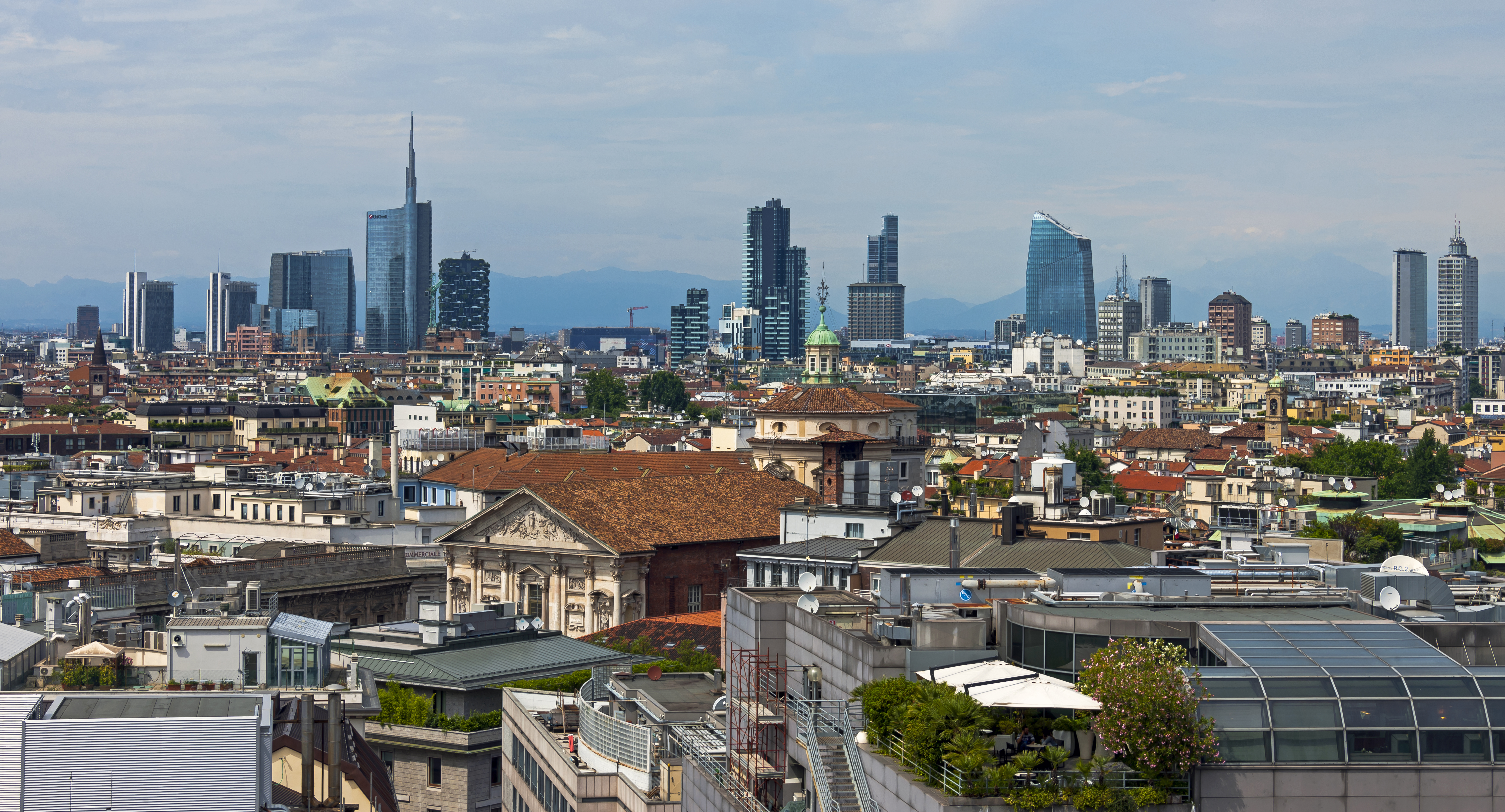
Moderní část města

- Museo Poldi Pezzoli, v paláci ze 17. až 19. století v ulici Via A. Manzoni; obrazy od Botticeliho, Canaletta, Guardiho ad.
- Pirelli HangarBicocca, muzeum moderního umění v bývalé tovární hale ve čtvrti Bicocca. Součástí muzea je trvalá expozice děl německého sochaře Anselma Kiefera: Sedm nebeských paláců.

## Městské části

Městské části

Milán se dělí na 9 městských částí. Jednotlivé městské části se dále skládají z čtvrtí (v závorce).
- Zóna 1: Centro storico (Brera, Centro Storico, Conca del Naviglio, Guastalla, Porta Sempione, Porta Tenaglia)
- Zóna 2: Stazione Centrale, Gorla, Turro, Precotto, Greco, Crescenzago (Adriano, Crescenzago, Gorla, Greco, Loreto, Maggiolina, Mandello, Mirabello, Ponte Seveso, Porta Nuova, Precotto, Stazione Centrale, Turro, Villaggio dei Giornalisti)
- Zóna 3: Città Studi, Lambrate, Venezia (Casoretto, Cimiano, Città Studi, Dosso, Lambrate, Ortica, Porta Monforte, Porta Venezia, Quartiere Feltre, Rottole)
- Zóna 4: Vittoria, Forlanini (Acquabella, Calvairate, Castagnedo, Cavriano, Forlanini, Gamboloita, La Trecca, Monluè, Morsenchio, Nosedo, Omero, Ponte Lambro, Porta Vittoria, Porta Romana, Rogoredo, San Luigi, Santa Giulia, Taliedo, Triulzo Superiore)
- Zóna 5: Vigentino, Chiaravalle, Gratosoglio
- Zóna 6: Barona, Lorenteggio
- Zóna 7: Baggio, De Angeli, San Siro
- Zóna 8: Fiera, Gallaratese, Certosa, Quarto Oggiaro
- Zóna 9: Stazione Garibaldi, Niguarda

## Móda a design

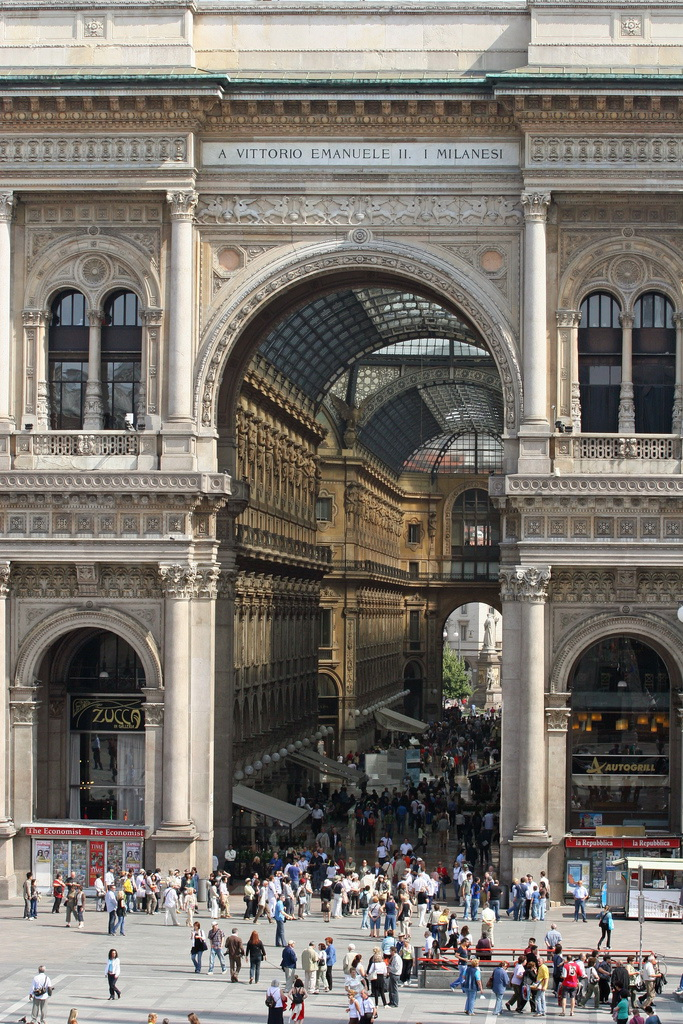
Pohled do Galerie Viktora Emanuela II. z Dómového náměstí

Milán je považován za jedno z klíčových měst průmyslového a moderního designu ve světě, a také jedno z nejvlivnějších v těchto oblastech. Město je velmi dobře známé pro svůj vysoce kvalitní starobylý i moderní nábytek a průmyslové zboží. Milán hostí mimo již zmíněný veletrh FieraMilano také nejdůležitější události související s designem a architekturou, jako například „Fuori Salone“ a Salone del Mobile. V 50. a 60. letech 20. století, stejně jako začátkem 70. let, se stal Milán, spolu s Turínem, hlavním městem poválečného designu a architektury, a to díky tomu, že byl hlavním průmyslovým centrem Itálie a jedním z nejprogresivnějších a nejdynamičtějších měst pevninské Evropy. Bylo zde postaveno několik mrakodrapů, mezi nimi například Pirelli Tower a Torre Velasca. Umělci jako Bruno Munari, Lucio Fontana, Enrico Castellani, Piero Manzoni a mnoho dalších ve městě buď žili, anebo tam pracovali.
Milán je také považován za světové hlavní město módy, stejně New York City, Paříž nebo Londýn. Global Language Monitor prohlásil, že v roce 2009 se Milán umístil na vrcholu žebříčku ekonomických a mediálních globálních měst módy. Pak se propadl na šesté místo v roce 2010, a zase si polepšil na čtvrtou příčku v roce 2011. Většina předních italských módních značek, jako je Valentino, Gucci, Versace, Prada, Armani a Dolce & Gabbana, sídlí v současné době v tomto městě. Četné mezinárodní módní značky mají také své obchody v Miláně, včetně obchodu Abercrombie & Fitch, který se stal hlavní spotřebitelskou atrakcí. Město navíc dvakrát ročně hostí Milan Fashion Week, stejně jako ostatní mezinárodní centra módy: Paříž, Londýn, Tokio a New York. Hlavní milánská luxusní módní čtvrť je Quadrilatero della moda (doslovně „čtyřúhelník módy“), kde se nacházejí nejprestižnější nákupní ulice města (Via Monte Napoleone, Via della Spiga, Via Sant'Andrea, Via Manzoni a Corso Venezia). Mezi další důležité nákupní ulice a náměstí patří Galerie Viktora Emanuela II., Piazza del Duomo, Via Dante a Corso Buenos Aires. Mario Prada, zakladatel značky Prada, se zde narodil, a pomáhá udržovat postavení Milána jako hlavního města světové módy.

## Vzdělávání

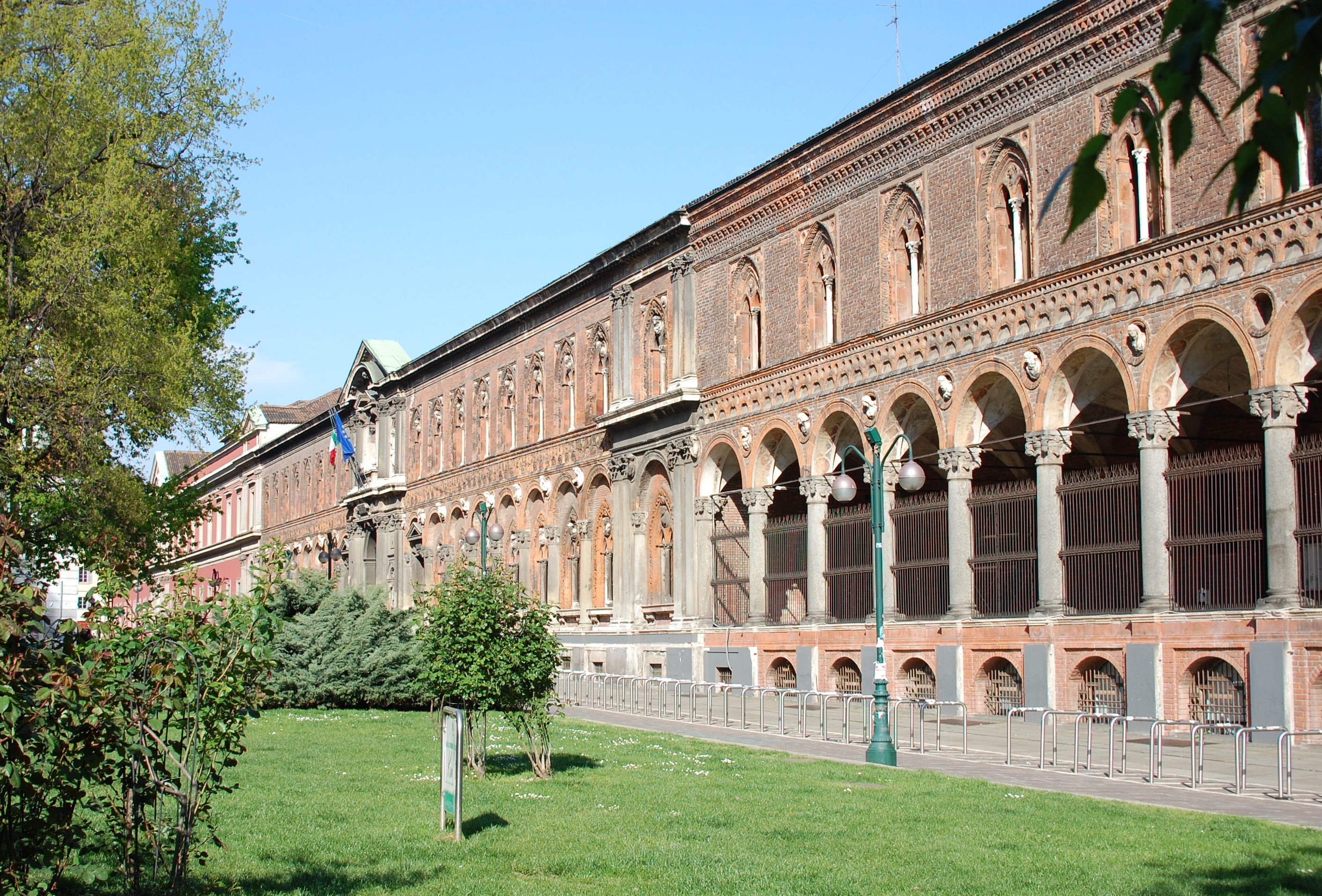
Milánská univerzita, Università degli Studi di Milano

Milán je domovem několika nejvýznamnějších italských vzdělávacích institucí. Milánský systém vysokoškolského vzdělávání zahrnuje 7 univerzit, 48 fakult a 142 oddělení, se 185 000 vysokoškolských studentů v roce 2011 (přibližně 11 % celkové populace vysokoškolských studentů v zemi) a největší počet absolventů vysokých škol a doktorandů (34 000, resp. více než 5 000) v Itálii.
Politecnico di Milano, založena v roce 1863, je nejstarší univerzitou v Miláně. Je rozdělena do 16 oddělení a sítě 9 škol inženýrství, architektury a průmyslového designu, na 7 kampusech v lombardském regionu. Počet studentů zapsaných ve všech areálech je přibližně 38 000, což činí z Politecnico největší technickou univerzitu v Itálii.
Státní univerzita v Miláně, založená v roce 1923, je největší veřejnou výzkumnou vysokou školou ve městě, s 9 fakultami, 58 odděleními, 48 ústavy a s více než 2500 profesory. Milánská univerzita je vůdčí italskou i evropskou institucí v oboru vědecké publikace, a šestou největší univerzitou v Itálii, s přibližně 60 000 zapsanými studenty.
K dalším prominentním univerzitám v Miláně patří: soukromá Univerzita Bocconi, zaměřující se na výuku v oblasti managementu a financí od roku 1902, a je sedmou nejlepší podnikatelskou školou v Evropě; Università Cattolica del Sacro Cuore, v současné době největší katolickou univerzitou na světě s 42 000 přijatých studentů; Milánská univerzita Bicocca, multidisciplinární veřejná univerzita s více než 30 000 studenty; IULM, specializující se na marketingové, informační a komunikační technologie, cestovní ruch a módu; ''Università Vita-Salute San Raffaele'', spojená s nemocnicí San Raffaele – je domovem výzkumných laboratoří v oblasti neurologie, neurochirurgie, diabetologie, molekulární biologie, studií AIDS a kognitivních věd.

### Umělecké akademie

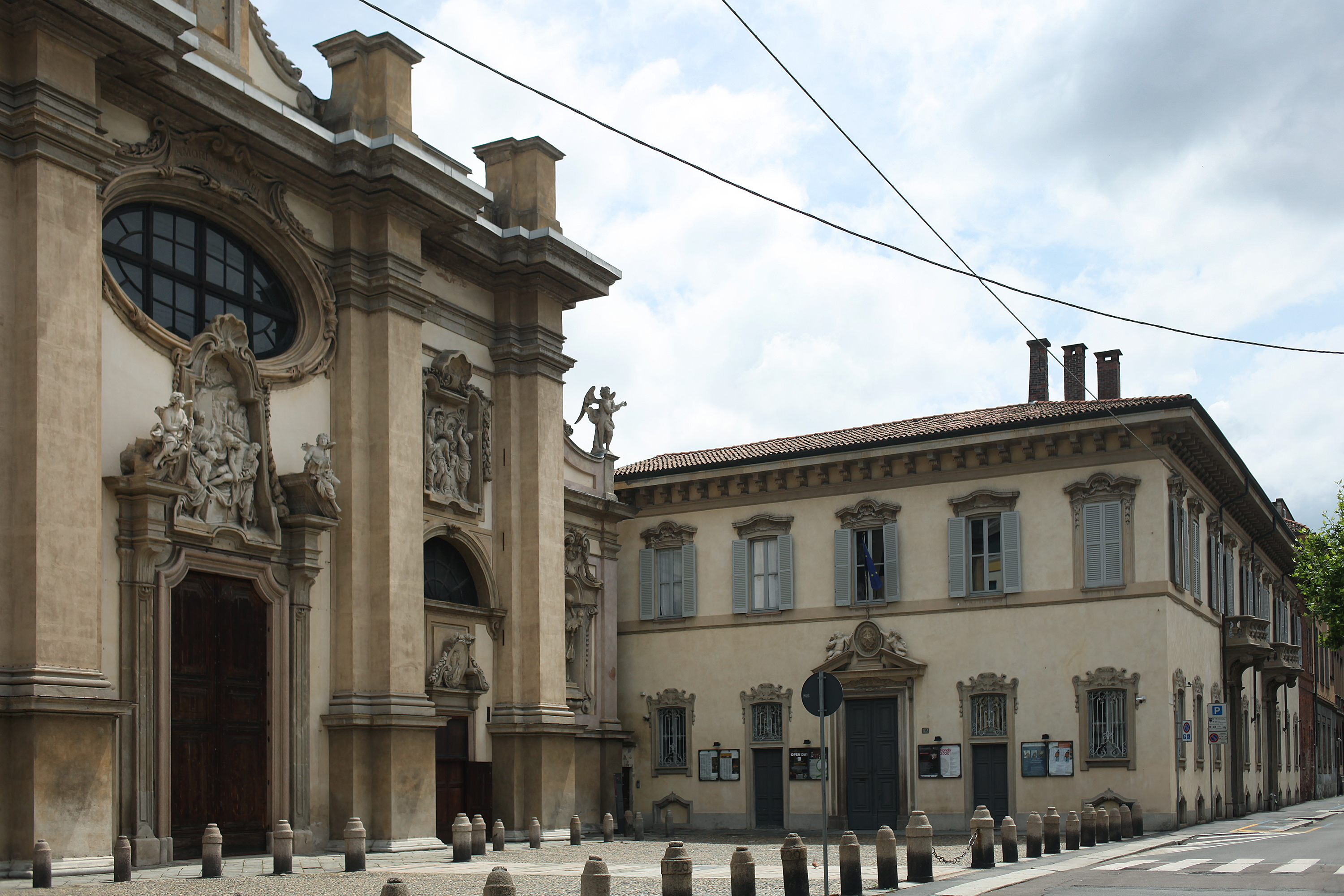
Milánská konzervatoř

Milán je také známý svými uměleckými a hudebními školami.
Milánská akademie výtvarných umění (Accademia di belle arti di Brera) je veřejná akademická instituce založená v roce 1776 císařovnou Marií Terezií Rakouskou. 
Nová akademie výtvarných umění je největší soukromou univerzitou umění a designu v Itálii.
Evropský institut designu je soukromá univerzita specializovaná na módní, průmyslový,, interiérový a audio/vizuální design včetně fotografie, reklamy a marketingu a obchodní komunikace. 
Istituto Marangoni je módní institut s kampusy v Miláně, Londýně a Paříži. 
Akademie Domus je soukromá postgraduální instituce designu, módy, architektury, interiérového designu a managementu.
Papežský ambroziánský institut sakrální hudby je hudební škola založená v roce 1931 blahoslaveným kardinálem A. I. Schusterem, arcibiskupem milánským. Podobně jako Papežský institut pro duchovní hudbu v Římě, je institutem „ad instar facultatis“ a je oprávněn udělovat univerzitní kvalifikace s kanonickou platností.
Milánská konzervatoř, vysoká hudební škola založená v roce 1807, je v současnosti s více než 1 700 studenty a 240 učiteli hudby největší v Itálii.

## Doprava

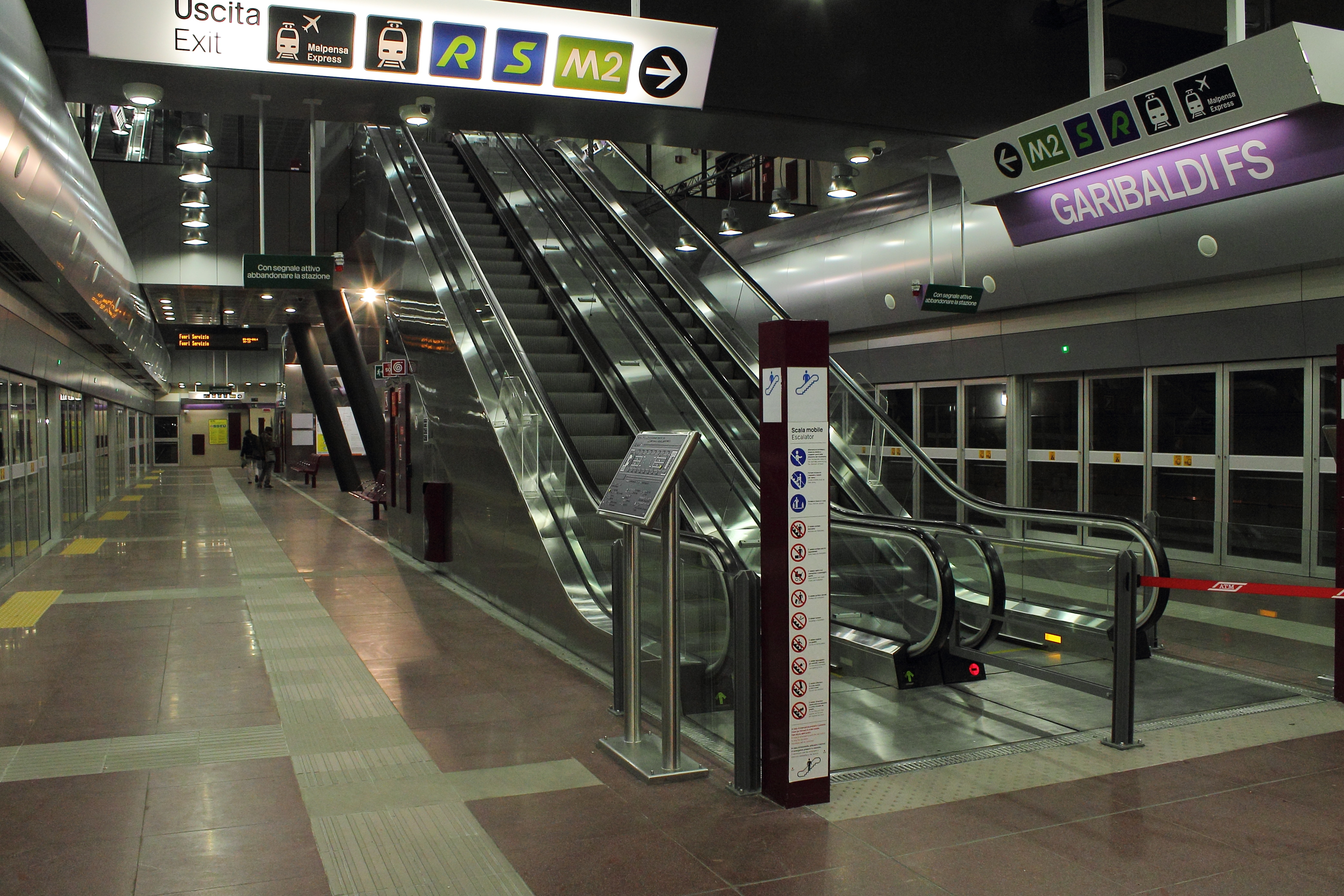
Milánské metro

### Metro
Milánské metro má v současnosti 101 stanic, z nichž 83 je podzemních. Má dohromady pět linek označené M1, M2, M3, M4 a M5. Délka tras je 112 km. Do roku 2033 by se metro mělo rozšířit na více než 149 km a patřilo by tak mezi 4 nejdelší podzemní dráhy v Evropské unii (EU). V současnosti je milánské metro 10. nejdelší podzemní dráhou v EU.

### Mýtný systém
Systém zpoplatnění vjezdu do centra města byl zaveden v roce 2008 s cílem zlepšit kvalitu ovzduší a omezit počet vozidel ve městě. Zpoplatněna byla zóna o rozloze 8 km2 v pracovních dnech od 7.30 do 19.30 hodin.

## Gastronomie

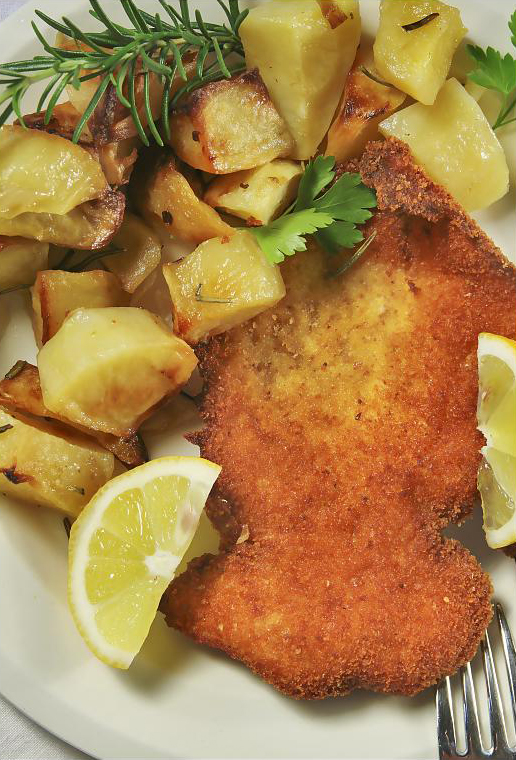
Cotoletta alla Milanese

Jako většina měst v Itálii má i Milán a jeho okolí svou vlastní regionální kuchyni, která, stejně jako lombardská kuchyně obecně, používá častěji rýži než těstoviny, a téměř nepoužívá rajčata. Milánská kuchyně zahrnuje „Cotoletta alla Milanese“, neboli obalovaný telecí (lze použít také vepřový či krůtí) řízek smažený na másle (podobně jako vídeňský „Wiener Schnitzel“, který pravděpodobně vzešel z této milánské speciality). Dalšími typickými pokrmy jsou „cassoeula“ (dušená vepřová žebírka s klobásou a hlávkovou kapustou), „ossobuco“ (dušená telecí kost s morkem s omáčkou zvanou gremolada), rizoto „alla Milanese“ (se šafránem a hovězím morkem), „Busecca“ (dušené dršťky s fazolemi), a „Brasato“ (dušené hovězí nebo vepřové maso na víně s brambory). Sezónní pečivo zahrnuje „Chiacchiere“ (lívance posypané cukrem) a „Tortelli“ (smažené kulovité sušenky) během období karnevalu, „Colomba“ (dort s polevou ve tvaru holubice) na Velikonoce, „Pane dei Morti“ („Chléb mrtvých“, sušenky aromatizované skořicí) během svátku Všech svatých a „Panettone“ o Vánocích. Salame Milano, salám s velmi jemným zrnem, je rozšířený v celé Itálii. Nejznámějším milánským sýrem je gorgonzola ze stejnojmenného nedalekého města, přestože dnes sídlí hlavní výrobci gorgonzoly v Piemontu.
Jako pocta jedinečné kuchyni je v Miláně několik světově proslulých restaurací a kaváren. Většina rafinovanějších restaurací vyšší třídy se nachází v historickém centru města, zatímco tradičnější a lidovější jsou především v okresech Brera a Navigli. Dnes v Miláně najdete také japonskou restauraci Nobu, která se nachází v Emporio Armani na Via Alessandro Manzoni a je považována za jednu z nejmódnějších restaurací ve městě. Jedna z nejvíc chic kaváren a cukráren je Caffè Cova, starobylá milánská kavárna, která byla otevřena roku 1817 v blízkosti Teatro alla Scala, ta má franšízy také v Hongkongu. Biffi Caffè a Zucca v Gallerii Viktora Emanuela II. jsou další známé a historické kavárny. Mezi další restaurace v Miláně patří restaurace hotelu Four Seasons, La Briciola, dále pak Marino alla Scala a Chandelier. Dnes najdete v Galerii Viktora Emanuela II. také McDonald's a několik nových butikových kaváren, jako například Just Cavalli Café, jejímž vlastníkem je luxusní módní značka Roberto Cavalli.

## Sport

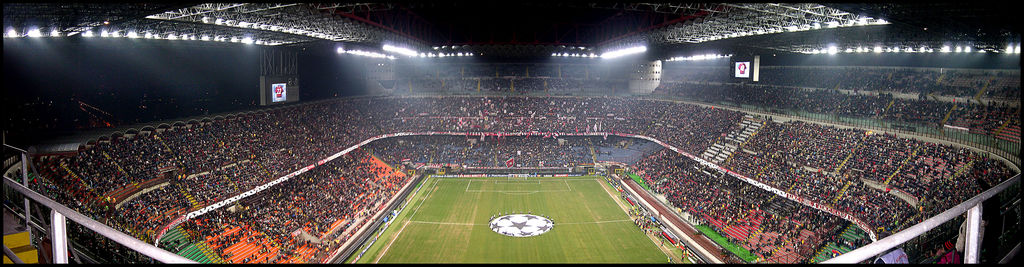
Fotbalový stadion San Siro

### Fotbalové kluby
- AC Milan
- FC Internazionale Milano (Inter Milán)

## Vývoj počtu obyvatel
Počet obyvatel (v tis.)

## Známí rodáci
- Kateřina Sforzová (1463–1509), šlechtična a politička
- Massimiliano Sforza (1493–1530), milánský vévoda
- Caravaggio (1571–1610), malíř, představitel tenebrismu a naturalismu
- Maria Gaetana Agnesiová (1718–1799), matematička a filozofka
- Maria Teresa Agnesi Pinottini (1720–1795), cembalistka, hudební skladatelka, saloniérka a klavíristka
- Cesare Beccaria (1738–1794), filozof, právník, zakladatel moderní penologie
- Ettore Bugatti (1881–1947), automobilový designér a konstruktér
- Luchino Visconti (1906–1976), filmový režisér a scenárista
- Alberto Ascari (1918–1955), závodník a pilot Formule 1
- Eugenio Calabi (1923–2023), matematik a vysokoškolský učitel
- Aldo Rossi (1931–1997), architekt a designér
- Claudio Abbado (1933–2014), dirigent
- Tinto Brass (* 1933), avantgardní filmový režisér
- Bettino Craxi (1934–2000), sociálnědemokratický politik, předseda vlády Itálie v letech 1983–1987
- Silvio Berlusconi (1936–2023), politik a podnikatel, bývalý předseda vlády Itálie
- Adriano Celentano (* 1938), zpěvák, herec a filmový režisér
- Maurizio Pollini (* 1942), klavírista, dirigent a koncertní mistr
- Miuccia Prada (* 1949), módní návrhářka
- Diego Abatantuono (* 1955), herec a scenárista
- Michele Alboreto (1956–2001), závodník a pilot Formule 1
- Walter Zenga (* 1960), bývalý fotbalový brankář a trenér
- Stefano Gabbana (* 1962), módní návrhář, spoluzakladatel módní značky Dolce & Gabbana
- Paolo Maldini (* 1968), sportovní manažer a bývalý fotbalový obránce
- Frankie Dettori (* 1970), žokej
- Matteo Salvini (* 1973), novinář, politik, vůdce strany Liga severu
- Fedez (* 1989), rapper, zpěvák a skladatel
- Mahmood (* 1992), zpěvák, rapper a skladatel

## Partnerská města
- Betlém, Palestina
- Birmingham, Spojené království
- Chicago, Spojené státy americké
- Krakov, Polsko
- Dakar, Senegal
- Frankfurt nad Mohanem, Německo
- Lyon, Francie
- Melbourne, Austrálie
- Ósaka, Japonsko
- São Paulo, Brazílie
- Petrohrad, Rusko
- Šanghaj, Čína
- Tel Aviv, Izrael
- Toronto, Kanada